# Gordon J. F. MacDonald
Gordon James Fraser MacDonald (* 30. Juli 1929 in Mexiko; † 14. Mai 2002) war ein US-amerikanischer Geophysiker.
MacDonald wurde in Mexiko geboren und wuchs in San Luis Potosí als Sohn eines dorthin eingewanderten Schotten und einer US-Amerikanerin auf. Als Kind hatte er Polio, bemühte sich aber in seiner folgenden Karriere, der Welt zu demonstrieren, dass dies kein Handicap sei, indem er etwa sich in Harvard mit einem Football-Stipendium bewarb. Er studierte an der Harvard University, an der er 1949 summa cum laude seinen Bachelor-Abschluss machte. Anfangs studierte er Chemieingenieurwesen, wechselte dann aber zur Geologie. Er war Harvard Junior Fellow und nutzte dies für einen Europaaufenthalt (unter anderem mit Klettertouren in den Alpen). 1954 wurde er in Geologie in Harvard promoviert und war danach Assistant Professor in Geophysik am Massachusetts Institute of Technology. 1958 wurde er Professor an der University of California, Los Angeles (UCLA), 1968 an der University of California, Santa Barbara, 1972 am Dartmouth College und 1990 an der University of California, San Diego, an der er 1996 emeritierte.
Mit Walter Munk untersuchte er die Erdrotation, worüber sie ein Buch veröffentlichten. MacDonald hatte Vorlesungen von Munk über dieses Thema gehört und fiel diesem dabei als scharfer Kritiker offener Fragen auf.
In den 1960er Jahren befasste er sich mit der damals seit den 1940er Jahren in den USA aktuellen Diskussion der künstlichen Veränderung des Wetters (durch Impfung von Wolken) und war 1964 bis 1967 in einem Beratungsgremium der National Science Foundation (NSF) über diese Fragen (und 1961 bis 1970 im Komitee der NSF zu Fragen der Atmosphäre), das in einem Bericht 1966 zur Schlussfolgerung gelangte, dass Klima- und Wetterveränderungen von Menschenhand möglich wären, was damals heftig kritisiert wurde.
Er vertrat in wichtigen Fragen dem Mainstream entgegengesetzte wissenschaftliche Ansichten, zum Beispiel als Opponent der Plattentektonik in deren Anfangsjahren in den frühen 1960ern (er schlug zur Interpretation paläomagnetischer Daten stattdessen Polwanderung vor) oder in der Suche nach astronomischen Ursachen der globalen Erwärmung (Klimaskeptiker).
Von 1970 bis 1972 war er Berater des US-Präsidenten Richard Nixon in Umweltfragen. Von 1993 bis 1996 war er Vorsitzender des Medea-Komitees der CIA, die entschieden, inwieweit geheime Daten von US-Satelliten Informationen über globale Umweltfragen lieferten. 1994 erhielt er die Seal Medaille der CIA. Von 1983 bis 1990 war er Chefwissenschaftler und Vizepräsident der Mitre Corporation und war Mitglied der JASON Defense Advisory Group.
MacDonald war Mitglied der National Academy of Sciences (1962), der American Academy of Arts and Sciences (1958) und der American Philosophical Society. 1965 erhielt er die James B. Macelwane Medal der American Geophysical Union.
Eines seiner Hobbys war Vogelbeobachtung.

## Schriften
- mit Walter Munk: Rotation of the earth: a geophysical discussion, Cambridge University Press 1960
- mit Sandra Claflin-Chalton Sound and light phenomena: a study of historical and modern occurrences, Mitre Corporation 1978
- Climate change and acid rain, Mitre Corporation 1986
- A study of the free oscillations of the earth, NASA 1962
- mit Richard A. Muller Ice ages and astronomical causes: data, spectral analysis, and mechanisms, Springer Verlag 2000, 2002
- Herausgeber mit Luigi Sertorio: Global climate and ecosystem change, Plenum Press 1990 (NATO Advanced Study Workshop, Maratea, Italien 1989)
- Spectrum of hydromagnetic waves in the exosphere, NASA 1963
- Herausgeber: The Long-term impacts of increasing atmospheric carbon dioxide levels, Ballinger, Cambridge/Massachusetts 1982
- Herausgeber mit Daniel Nielson, Marc Stern: Latin American environmental policy in international perspective, Boulder, Colorado, Westview Press 1997